# Tamerville
Tamerville és un municipi francès situat al departament de la Manche i a la regió de Normandia. L'any 2007 tenia 578 habitants.

## Demografia

### Població
El 2007 la població de fet de Tamerville era de 578 persones. Hi havia 222 famílies de les quals 56 eren unipersonals (40 homes vivint sols i 16 dones vivint soles), 69 parelles sense fills, 85 parelles amb fills i 12 famílies monoparentals amb fills.
La població ha evolucionat segons el següent gràfic:
Habitants censats

### Habitatges
El 2007 hi havia 265 habitatges, 235 eren l'habitatge principal de la família, 20 eren segones residències i 10 estaven desocupats. 258 eren cases i 4 eren apartaments. Dels 235 habitatges principals, 187 estaven ocupats pels seus propietaris, 39 estaven llogats i ocupats pels llogaters i 9 estaven cedits a títol gratuït; 2 tenien una cambra, 16 en tenien dues, 27 en tenien tres, 66 en tenien quatre i 124 en tenien cinc o més. 107 habitatges disposaven pel capbaix d'una plaça de pàrquing. A 96 habitatges hi havia un automòbil i a 124 n'hi havia dos o més.

### Piràmide de població
La piràmide de població per edats i sexe el 2009 era:
| Homes | Edats   | Dones |
| ----- | ------- | ----- |
| 0     | 95 o +  | 0     |
| 8     | 90 a 94 | 4     |
| 0     | 85 a 89 | 12    |
| 4     | 80 a 84 | 4     |
| 12    | 75 a 79 | 4     |
| 12    | 70 a 74 | 8     |
| 16    | 65 a 69 | 16    |
| 28    | 60 a 64 | 12    |
| 16    | 55 a 59 | 4     |
| 24    | 50 a 54 | 36    |
| 4     | 45 a 49 | 12    |
| 20    | 40 a 44 | 32    |
| 20    | 35 a 39 | 12    |
| 20    | 30 a 34 | 28    |
| 20    | 25 a 29 | 16    |
| 0     | 20 a 24 | 8     |
| 28    | 15 a 19 | 12    |
| 20    | 10 a 14 | 28    |
| 8     | 5 a 9   | 12    |
| 8     | 0 a 4   | 8     |

## Economia
El 2007 la població en edat de treballar era de 374 persones, 281 eren actives i 93 eren inactives. De les 281 persones actives 267 estaven ocupades (149 homes i 118 dones) i 14 estaven aturades (5 homes i 9 dones). De les 93 persones inactives 38 estaven jubilades, 29 estaven estudiant i 26 estaven classificades com a «altres inactius».

### Ingressos
El 2009 a Tamerville hi havia 245 unitats fiscals que integraven 624,5 persones, la mediana anual d'ingressos fiscals per persona era de 17.297 €.

### Activitats econòmiques
Dels 17 establiments que hi havia el 2007, 10 eren d'empreses de construcció, 1 d'una empresa de comerç i reparació d'automòbils, 1 d'una empresa de transport, 2 d'empreses d'hostatgeria i restauració, 2 d'empreses de serveis i 1 d'una empresa classificada com a «altres activitats de serveis».
Dels 10 establiments de servei als particulars que hi havia el 2009, 1 era un taller de reparació d'automòbils i de material agrícola, 1 paleta, 2 guixaires pintors, 4 fusteries, 1 electricista i 1 restaurant.
L'any 2000 a Tamerville hi havia 49 explotacions agrícoles que ocupaven un total de 1.650 hectàrees.

## Equipaments sanitaris i escolars
El 2009 hi havia una escola elemental integrada dins d'un grup escolar amb les comunes properes formant una escola dispersa.

## Poblacions més properes
El següent diagrama mostra les poblacions més properes.